# Illantis
Illantis is een geslacht van vlinders van de familie grasmineermotten (Elachistidae).

## Soorten
- I. picroleuca Meyrick, 1921